# ニケシュ・アローラ
ニケシュ・アローラ（Nikesh Arora、1968年2月9日 - ）はアメリカ合衆国の実業家。
パロアルトネットワークス最高経営責任者（CEO）。元ソフトバンクグループ代表取締役副社長兼ヤフー取締役会長。元Googleシニア・バイス・プレジデント兼チーフ・ビジネス・オフィサー(CBO)。

## 経歴
1968年2月9日インドのウッタル・プラデーシュ州ガーズィヤーバードで生まれる。
1989年ワーラーナシーにあるバナーラス・ヒンドゥー大学(BHU)で電気工学士を取得すると渡米。ボストンカレッジで理学修士号、ノースイースタン大学でMBAを取得するとともにCFAも取得している。
フィデリティ・インベストメンツとパトナム・インベストメンツで通信アナリストとして活躍すると1999年ドイツテレコムに入社。2000年にはT-Mobile Internationalの関連会社T-Motion PLCを設立しT-Mobile欧州事業の最高営業責任者（CMO）や取締役をつとめる。
2004年Googleへ入社し欧州・中東・アフリカ市場の事業開発責任者となり、2009年からはシニア・バイス・プレジデント兼チーフ・ビジネス・オフィサー(CBO)として営業・マーケティング・提携戦略の最高責任者をつとめた。

### ソフトバンク幹部として
2014年7月18日ソフトバンクからバイスチェアマンに迎えると発表され、10月からSoftBank Internet and MediaのCEOに就任した。同11月7日Sprintの取締役に就任。
2015年5月、ソフトバンク社長の孫正義から「将来のことは今コメントすべきではないが、最重要な私の後継者候補であることは間違いない」と語り、アローラが後継者候補であるとの発表があった。
2015年6月、ソフトバンク代表取締役副社長およびヤフー取締役会長に就任した。ソフトバンク株主総会で、孫正義から「後継者の筆頭候補だ」と紹介される。また15年3月末までの半年間で総額165億5600万円の報酬を得ていたことが明らかとなる。
ソフトバンクグループ株主総会当日であった2016年6月22日、任期満了をもって取締役を辞任。7月1日より同社顧問に就任した。孫が当面の間社長にとどまる意向であったのに対し、ニケシュは数年のうちに交代することを望んでおり、両者の思惑にずれがあったのが辞任の理由と報道された。
ソフトバンクグループの発表によると、実質的な退職金としてアローラ氏の役員退任に伴う費用、68億円を計上した。。

### パロアルトネットワークスCEO
2018年6月11日からパロアルトネットワークス（英語版）最高経営責任者（CEO）兼会長に就任